# Neobisium spilianum
Espèce
Neobisium spilianum est une espèce de pseudoscorpions de la famille des Neobisiidae.

## Distribution
Cette espèce est endémique de Samos en Grèce. Elle se rencontre à Pythagorion dans la grotte Spilaio Panagias Spilianis.

## Étymologie
Son nom d'espèce lui a été donné en référence au lieu de sa découverte, la grotte Spilaio Panagias Spilianis.

## Publication originale
- Schawaller, 1985 : Liste griechischer Neobisiidae mit neuen Hohlenfunden im Epirus, auf Samos und Kreta (Arachnida: Pseudoscorpiones). Stuttgarter Beitraege zur Naturkunde Serie A (Biologie), no 386, p. 1-8.